# Timotimius
Timotimius là một chi rêu trong họ Sematophyllaceae.